# Gmina Baruchowo
Die Gmina Baruchowo ist eine Landgemeinde im Powiat Włocławski der Woiwodschaft Kujawien-Pommern in Polen. Ihr Sitz ist das gleichnamige Dorf (deutsch Baruchowo) mit etwa 600 Einwohnern. 

## Gliederung
Zur Landgemeinde Baruchowo gehören 15 Dörfer mit einem Schulzenamt. 
| - Baruchowo (1943–1945 Barchau) - Boża Wola (1943–1945 Wollingen) - Goreń Duży - Grodno (1943–1945 Grottstetten) - Kłótno (1943–1945 Angerswalde) | - Kurowo-Kolonia (1943–1945 Kürdorf) - Kurowo-Parcele - Lubaty (1943–1945 Lubingen) - Nowa Zawada (1943–1945 Sternau) - Okna (1943–1945 Waldblick) | - Patrówek (1943–1945 Kleinpittsdorf) - Skrzynki (1943–1945 Kastunggen) - Świątkowice (1943–1945 Dankstett) - Zakrzewo (1943–1945 Amwalde) - Zawada Piaski (1943–1945 Hadersberg) |